# Övre Emmaren
Övre Emmaren är en sjö i Kinda kommun i Östergötland och ingår i Motala ströms huvudavrinningsområde. Sjön har en area på 0,864 kvadratkilometer och ligger 104,6 meter över havet.

## Delavrinningsområde
Övre Emmaren ingår i det delavrinningsområde (642833-150887) som SMHI kallar för Inloppet i Björkern. Medelhöjden är 143 meter över havet och ytan är 23,94 kvadratkilometer. Det finns ett avrinningsområde uppströms, och räknas det in blir den ackumulerade arean 34,65 kvadratkilometer. Vattendraget som avvattnar avrinningsområdet har biflödesordning 3, vilket innebär att vattnet flödar genom totalt 3 vattendrag innan det når havet efter 157 kilometer. Avrinningsområdet består mestadels av skog (71 procent) och jordbruk (11 procent). Avrinningsområdet har 1,76 kvadratkilometer vattenytor vilket ger det en sjöprocent på 7,4 procent.